# Parafia Podwyższenia Krzyża Świętego w Majdowie
Parafia Podwyższenia Krzyża Świętego w Majdowie – rzymskokatolicka parafia dekanatu szydłowieckiego, przynależącego do diecezji radomskiej. Parafia erygowana w 1957 roku, wyłoniona z parafii św. Zygmunta w Szydłowcu. 

## Historia
Jeszcze przed wojną nabożeństwa we wsi odprawiano przy przydrożnym krzyżu lub w szkole. W latach 1944–1946 drewniany kościół na boisku szkolnym należącym do Lasów Państwowych zbudowali bez pozwolenia mieszkańcy wsi. Poświęcił go 26 sierpnia 1948 roku pełniący funkcje dziekana  ks. Jan Węglicki. Po podpisaniu umowy dzierżawy placu na którym stał kościół biskup Jan Kanty Lorek erygował parafię 16 stycznia 1957 roku. Pierwszym proboszczem został ks. Jan Stępień. Kościół w Majdowie odnowiono w 1974 roku, a przebudowano na murowany w latach 1983–1996. Poświęcenia kościoła dokonał w 1987 roku, bp. Edward Materski. Jest świątynią murowaną z cegły czerwonej. 

## Terytorium
- Do parafii należą: Majdów (siedziba), Łazy i Ciechostowice. Obecnie parafia posiada jeden kościół parafialny oraz cmentarz grzebalny w Majdowie[2].

## Proboszczowie
- 1957–1961. ks. Jan Stępień[3]
- 1961–1966. ks. Mieczysław Adamski
- 1966–1983. ks. Marian Lucima
- 1983–2000. ks. Erwin Burski
- 2000–2007. ks. Stanisław Wlazło[4]
- 2007–2015. ks. Andrzej Mizak[5]
- 2015–2017. ks. Józef Bieńkowski
- 2017–2020. ks. Piotr Mucha
- od 2020– ks. Marek Maciążek

## Grupy parafialne
LSO, KŻR, KSM, Grupa Modlitewna Margaretka,  schola Animato